# Beraní
Beraní es una localidad española del municipio de Rialp, perteneciente a la provincia de Lérida, en la comunidad autónoma de Cataluña.

## Historia
Hacia mediados del siglo XIX, el lugar tenía contabilizada una población de 21 habitantes. Aparece descrito en el cuarto volumen del Diccionario geográfico-estadístico-histórico de España y sus posesiones de Ultramar de Pascual Madoz con las siguientes palabras:

BERANI: l. con ayunt. en la prov. de Lérida (30 horas), part. jud. de Sort (3), aud. terr. y c. g. de Cataluña (Barcelona 50), dióc. de Seo de Urgel (8), oficialato de Sort: sit. en la eminencia de un monte frente á un peñon, bien ventilado y con clima frio y saludable. Tiene 2 casas y la igl. (San Martin) aneja de la parr. de Roni, la sirve el cura de dicho l. térm. N. Roni; E. San Juan de Lerm, S. Andanay, O. Rodes: hay en él algunas fuentes de buenas aguas. El terreno es pedregoso y en general de mala calidad, pero en la sierra se crian buenos pastos para ganados. prod.: trigo, centeno y patatas: se cria ganado vacuno, lanar y cabrío, y bastante caza de conejos, perdices y liebres. pobl. 4 vec., 21 alm. cap. imp. 5,970 rs. El presupuesto municipal importa 100 rs. que se cubren por reparto vecinal.
(Madoz, 1846, p. 234)

En 2023, la entidad singular de población de Beraní tenía empadronados 9 habitantes, todos ellos en diseminado.